# Alice Guy
Alice Guy-Blaché (Saint-Mandé, 1º luglio 1873 – Wayne, 24 marzo 1968) è stata una regista e produttrice cinematografica francese, realizzatrice del primo film fiction della storia del cinema, La Fée aux choux, oltre ad essere stata la prima donna della storia a dirigere un film. Fu anche la prima donna a fondare uno studio cinematografico Solax Company nel 1910 in New Jersey.

## Biografia e Carriera
Alice Guy venne assunta come segretaria alla Gaumont dopo aver visto la presentazione del "Cinematographe" dei Fratelli Lumière. In seguito, riuscì a procurarsi qualche metro di pellicola: con questa riuscì a girare un cortometraggio, La Fée aux choux, realizzato nel 1896, ovvero un anno dopo l'invenzione del cinema. Questa realizzazione, insieme alla sua produzione successiva, hanno fatto di lei la prima donna che è riuscita ad affermarsi come regista e produttrice nella storia del cinema.
È stata tra le prime donne (con Lois Weber) a dirigere e possedere il proprio studio: The Solax Company. Pochi dei suoi film sono facilmente visibili fino alla riscoperta che inizia fin dalla metà degli anni Settanta a ruota del movimento femminista e col nuovo secolo a quello del MeToo, quando, restaurati progressivamente, diventano facilmente reperibili anche in rete.
Introdusse nel mondo del cinema il concetto dell'essere naturale. "Be Natural", il suo motto, trasformò il mondo del cinema.
La regista si adattò al trasferimento in America del marito, Herbert Blanché, e insieme fondarono, scrive il Sadoul, gli Studios Solax. Nel 1919 il marito l’abbandona per una giovane attrice e nel 1921 è costretta a vendere lo studio» e a tornare in Francia sola, con due bambini.
In Francia scrisse favole e racconti pubblicati in varie riviste, firmate con nomi di fantasia maschili. Firmò con il suo vero nome delle sceneggiature che però non trovarono produttori.
I suoi film sono introvabili poiché non sono firmati a suo nome ma a nome della compagnia responsabile della distribuzione. Questo non era inusuale al suo tempo, poiché i titoli di coda sono stati introdotti nel cinema solo dopo il 1970. Durante i suoi ultimi anni di vita cercò invano di recuperare le copie dei film che ideò e diresse. Abbiamo accesso solamente a qualche decina dei film della sua produzione (alcuni dei quali conosciuti e famosi precedentemente ma attribuiti a uomini presenti nella produzione). A ottobre 2022 il sito davinotti.com ne aveva visionati e schedati 52.

## Arte e invenzione
L'importanza di Alice Guy nella storia del cinema non sta tanto nel fatto che fu donna al tempo in cui le donne non avevano diritto di voto, ma nel suo contributo pionieristico all'aspetto artistico di tale novità che inizialmente si confondeva con tutte le altre innovazioni dell'epoca. «Con L'uscita dalle officine Lumière, proiettata a Parigi il 22 marzo 1895 e considerata la prima pellicola della storia, i «fratelli francesi avevano però una visione piuttosto scientifica del cinema e non s’interessarono mai alla componente artistica e commerciale dell’invenzione. Furono dunque altri a esplorare l’opportunità di raccontare storie offerte dalla nuova arte. Uno di questi pionieri fu Georges Méliès, (...) Ci fu però un’altra persona che molto presto comprese le enormi possibilità del cinema e seppe intravedere lo splendido futuro che attendeva la settima arte. (...) il suo nome era Alice Guy-Blaché».
La regista «ci presenta un mondo stravolto nei ruoli e nelle consuetudini» attraverso innovazioni del linguaggio che saranno patrimonio della storia del cinema. Nella pellicola La Fée aux choux, la scena del bambino che nasce sotto un cavolo è ripresa, apparente citazione, in Miracolo a Milano. L'idea del letto mobile che diventa un mezzo di locomozione di Io... e il ciclone del 1928 era presente nella pellicola di Alice Guy Le lit à roulettes del 1907

## Riconoscimenti
- Nel 1955 Guy-Blaché fu riconosciuta con la Legione d'Onore, il più alto riconoscimento non militare della Repubblica Francese.[10]
- Nel 1957 fu onorata con una cerimonia alla Cinématheque Française.[11]
- Nel 2004 la Fort Lee Film Commission inaugurò un monumento alla sua memoria nella localizzazione dello Studio Solax.
- Nel 2010 l'Academy Film Archive ha incluso nel suo progetto per la conservazione del cinema, un film della regista, The Girl in the Armchair.
- Nel 2011 la stessa Commissione fece pressione sulla Directors Guild of America per accettare Alice Guy-Blaché come suo membro[12].
- Nel 2011 in occasione dei Directors Guild of America Award ha ricevuto il "Special Directorial Award for Lifetime Achievement".[13] Presentando il premio Martin Scorsese ha detto di lei: "È stata una cineasta di rara sensibilità, con un notevole occhio poetico e una straordinaria sensibilità per le location... è stata dimenticata dall'industria che aveva contribuito a creare."[14]
- Nel 2012, per il centenario della fondazione dello studio, la Fort Lee Commission raccolse dei fondi per sostituire la sua tomba nel cimitero di Maryrest, in Mahwah, New Jersey. Il nuovo memoriale include il logo dello Studio Solax e include una nota sul suo ruolo come pioniera del cinema.[15]
- Nel 2013 Guy-Blaché fu inclusa nel New Jersey Hall of Fame.[16]
- Nel 2013 una piazza nel XIV arrondissement di Parigi fu attribuita a Alice Guy-Blaché in suo onore, chiamata Place Alice-Guy.[17]
- Nel 2018 è stato creato in Francia il Prix Alice Guy che ha come obiettivo di valorizzare il lavoro di una giovane realizzatrice.[18]

## Eredità culturale
Nella seconda metà del 1940 Guy Blaché scrisse un'autobiografia; pubblicata in francese nel 1976 e tradotta in inglese dieci anni dopo. Guy-Blaché era allarmata dalla sua assenza inspiegata dalla storia dell'industria cinematografica. Era in comunicazione costante con colleghi e storici del cinema correggendo affermazioni incorrette sulla sua vita. Teneva delle lunghe liste dei film che realizzò così come li ricordava, con la speranza di essere capace di provare il suo ruolo all'interno dell'industria e assicurarsi il legittimo credito per queste opere.
Il documentarioThe Lost Garden: The Life and Cinema of Alice Guy-Blaché (1996) racconta la vita della regista. Fu realizzato dal National Film Board of Canada e diretto da Marquise Lepage. Il documentario fu onorato del premio Gemeaux in Quebec, per il miglior documentario.
Nel 2002, Circle X Theatre a Los Angeles produsse Laura Comstock's Bag-punchin Dog, un musical sull'invenzione del cinema, figurando Guy-Blaché come personaggio principale. Il musical fu scritto da Jillian Armenante, Alice Dodd e Chris Jeffres.
Nel 2002 la studiosa del cinema Alison McMahan pubblicò Alice Guy Blaché: Lost Visionary of the Cinema. Guy-Blaché è considerata la prima regista donna. Tra il 1896 e il 1920 collaborò a più di 1000 film, ne diresse più di 700, tra i quali 150 sono sopravvissuti e 22 sono dei lungometraggi.
Nel 2011 Guy-Blaché fu rappresentata come una regista di documentari del 1913 in una produzione off-Broadway, Flight, che debuttò nel teatro Connelly.
Nel 2018 il documentario Be Natural: The Untold Story of Alice Guy-Blaché, diretto da Pamena B. Green e narrato da Jodie Foster, racconta la vita, carriera e eredità di Guy-Blanché.

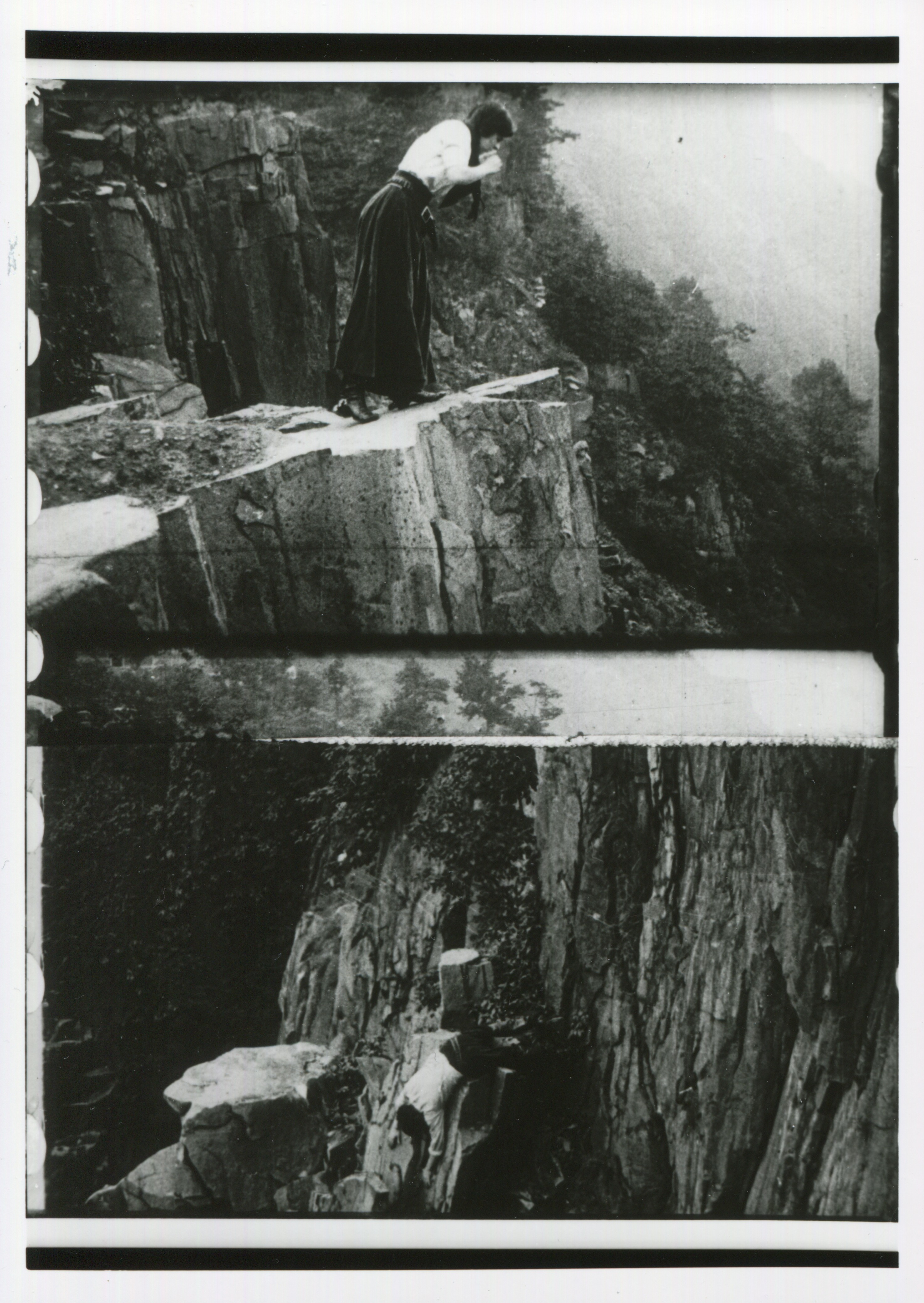
Still from Alice Guy-Blaché - film Two little strangers - 1912 - Solax

Nel settembre del 2019 Guy-Blaché è stata inclusa nel New York Times nella serie Overlooked No More.

## Filmografia
Alice Guy-Blaché diresse più di 1000 film (tra cortometraggi e lungometraggi). Nonostante gli sforzi della stessa regista per ricostituire il corpus delle sue opere ed ottenerne delle copie, una gran parte di queste opere sono state perse.

### Regista (lista parziale)
1896:
- La Fée aux choux

1897:
- Au réfectoire
- L'Arroseur arrosé
- Ballet libella
- Baignade dans un torrent
- Le Cocher de fiacre endormi
- Coucher d'Yvette
- Danse fleur de lotus
- Danse serpentine par Mme Bob Walter
- En Classe
- Idylle
- Idylle interrompue
- Leçon de danse
- Le Planton du colonel
- Le Pêcheur dans le torrent
- Une nuit agitée

1898:
- Le Chiffonnier
- L'Aveugle fin de siècle
- Les Cambrioleurs
- La Cène
- Le Chemin de croix
- Chez le magnétiseur
- La Crèche à Bethléem
- Déménagement à la cloche de bois
- L'Entrée à Jérusalem
- Les Farces de Jocko
- La Flagellation
- La Fuite en Égypte
- Le Jardin des oliviers
- Jésus devant Pilate
- Je vous y prrrrends!
- Leçons de boxe
- Scène d'escamotage
- Surprise d'une maison au petit jour
- L'Utilité des rayons x

1899:
- Au cabaret
- L'Aveugle
- La Bonne Absinthe
- Le Chiffonnier
- Courte échelle
- Le Crucifiement
- Les Dangers de l'alcoolisme
- Le Déjeuner des enfants
- La Descente de croix
- Erreur judiciaire
- La Mauvaise soupe
- Mésaventure d'un charbonnier
- Monnaie de lapin
- La Résurrection
- Le Tondeur de chiens
- Le Tonnelier
- Transformations
- Un lunch

1900:
- La Fée aux choux
- L'Angélus
- L'Arlequine
- Arrivée d'Arlequin
- Arrivée de Pierrette et Pierrot
- Avenue de l'opéra
- Badinage
- Bataille de boules de neige
- Le Bébé
- Chapellerie et charcuterie mécaniques
- Chez le Maréchal-Ferrant
- Chez le photographe
- Chirurgie fin de siècle
- La Concierge
- Coucher d'une Parisienne
- Danse de l'ivresse
- Danse des saisons
- Danse du papillon
- Danse du pas des foulards par des almées
- La Danse du ventre
- Danse du voile
- Danse serpentine
- Dans les coulisses
- Déclaration d'amour
- Les Fredaines de Pierrette
- L'Écossaise
- Gavotte directoire
- Guillaume Tell
- L'Habanera
- Le Lapin
- Leçon de danse
- Little Tich et ses Big Boots
- Le Marchand de coco
- Le Matelot
- Mort d'Adonis
- Pas de grâce
- Pas des éventails
- Pas du poignard
- Pas Japonais
- La Paysanne
- La Petite Magicienne
- Le Polichinelle
- La Poupée noire
- La Reine des jouets
- Retour des champs
- Le Sang d'Adonis donnant naissance à la rose rouge
- Saut humidifié de M. Plick
- La Source
- Suite de la danse
- La Tarentelle
- Une rage de dents
- Valse directoire
- Valse lente

1901:
- Charmant froufrou
- Danses basques
- Frivolité
- Hussards et grisettes
- Lavatory moderne
- Lecture quotidienne
- Pas de Colombine
- Scène d'amour
- Scène d'ivresse
- Tel est pris qui croyait prendre
- Les Vagues

1902:
- Bonsoir m'sieurs dames
- Les Chiens savants
- Les Clowns
- La Cour des miracles
- Lina Esbrard, Danse serpentine
- Danse fantaisiste
- Danse mauresque
- La Dent récalcitrante
- L'Équilibriste
- En Faction
- Farces de cuisinière
- La Fiole enchantée
- Fruits de saison
- La Gavotte
- La Gigue
- Intervention malencontreuse
- Le Lion savant
- Les Malabares, acrobates
- Le Marchand de ballons
- Le Pommier
- Pour secouer la salade
- La Première gamelle
- Quadrille réaliste
- Sage-femme de première classe
- Trompé mais content
- Une scène en cabinet particulier vue à travers le trou de la serrure

1903:
- Les Apaches pas veinards
- Les Aventures d'un voyageur trop pressé
- Les Braconniers
- Cake-walk de la pendule
- La Chasse au cambrioleur
- Comment monsieur prend son bain
- Comme on fait son lit on se couche
- Compagnons de voyage encombrants
- Enlèvement en automobile et mariage précipité
- Faust et Méphistophélès
- Le Fiancé ensorcelé
- Illusionniste renversant
- Jocko musicien
- La Liqueur du couvent
- Lutteurs américains
- La Main du professeur Hamilton ou le roi des dollars
- Modelage express
- La Mouche
- Ne bougeons plus
- Nos bons étudiants
- Potage indigeste
- La Poule fantaisiste
- Répétition dans un cirque
- Secours aux naufragés
- Service précipité
- Les Surprises de l'affichage
- La Valise enchantée
- Le Voleur sacrilège

1904:
- Après la fête
- L'Assassinat du courrier de Lyon
- Comment on disperse les foules
- Le Crime de la Rue du Temple
- Les Deux rivaux
- Les Enfants du miracle
- La Gavotte de la reine
- La Leçon de pipeau
- L'Oiseau envolé
- Paris la nuit
- Pierrot assassin
- Le Pompon malencontreux

1905:
- L'Anatomie du conscrit
- Le Cake-walk du Nouveau Cirque
- La Charité du prestidigitateur
- Clown, Chien et Ballon
- Le Coq dressé de Cook et Rilly
- Esmeralda, co-regia di Victorin-Hippolyte Jasset
- Espagne
- Five O'Clock Tea
- Lilas-Blanc
- Les Maçons
- La Malagueña et le Torero
- La Polka des trottins
- Questions indiscrètes
- Réhabilitation
- Saharet, le Boléro
- La Statue
- Le Tango
- Le Vrai Jiu-jitsu
- The Bricklayers

1906:
- Course de taureaux à Nîmes, co-regia di Louis Feuillade
- Effets de mer
- La Fée Printemps
- Le Fils du garde-chasse
- La Hiérarchie dans l'amour
- La Marâtre
- Le Matelas épileptique
- Mireille, co-regia di Louis Feuillade
- La Naissance, la vie et la mort du Christ (avec Victorin Jasset comme assistant réalisateur)
- Le Noël de monsieur le curé
- Les Résultats du féminisme
- Une course d'obstacles
- Une femme collante
- Une histoire roulante
- Un soulier pour un jambon
- La Vérité sur l'homme-singe

1907:
- La Barricade
- Le Ballon dirigeable «Le Patrie»
- Le Billet de banque
- Le Bonnet à poil
- Madame a des envies
- Course à la saucisse
- Fanfan la Tulipe
- Le Frotteur
- La Glu
- Le Lit à roulettes
- Le Piano irrésistible
- Sur la barricade
- Une héroïne de quatre ans

1910:
- A Child's Sacrifice
- One Touch of Nature
- The Sergeant's Daughter
- The Pawnshop

1911:
- Greater Love Hath No Man
- The Nightcap
- The Doll
- The Violin Maker of Nuremberg
- Rose of the Circus
- The Cure
- Five O'Clock Tea
- His Mother's Hymn
- The Little Rangers
- Road Leads Home

1912:
- The Face at the Window
- Algie the Miner
- Falling Leaves
- A Fool and His Money
- Making an American Citizen
- The Girl in the Armchair
- Canned Harmonie
- Phantom Paradise
- The Blood Stain
- Fra Diavolo
- Micky's Pal
- In the Year 2000
- Child of the Tenements
- Blighted Lives
- Algie, the Miner
- God Disposes
- A Terrible Lesson
- Mrs. Cranston's Jewels
- Mignon
- Playing Tramps
- The Girl in the Arm-Chair

1913:
- Burstup Holmes
- Burstup Holmes' Murder Case
- Dick Whittington and his Cat
- The Pit and the Pendulum
- A Terrible Night
- The Little Hunchback
- The Rogues of Paris
- Matrimony's Speed Limit
- A House Divided
- Shadows of the Moulin Rouge

1914:
- The Tigress
- The Woman of Mystery
- The Dream Woman
- The Monster and the Girl
- Beneath the Czar
- The Lure

1915:
- My Madonna
- The Song of the Wage Slave
- The Heart of a Painted Woman
- The Shooting of Dan McGrew
- The Vampire

1916:
- The Ocean Waif
- What Will People Say?

1917:
- Behind the Mask
- When You and I Were Young
- House of Cards
- The Adventurer
- The Empress
- A Man and the Woman, co-regia di Herbert Blaché

1918:
- The Great Adventure

1920:
- Tarnished Reputations, co-regia di Herbert Blaché e Léonce Perret

### Sceneggiatrice (lista parziale)
- Kelly from the Emerald Isle, regia di Edward Warren (1913)
- Beneath the Czar, regia di Alice Guy (1914)
- A Man and the Woman, regia di Herbert Blaché e Alice Guy (1917)

### DVD
- 2008: Alice Guy - La première femme cinéaste de l'histoire du cinéma (8 films + le documentaire Looking for Alice de Claudia Collao) (Doriane fims)
- 2008: Gaumont, le cinéma premier, volume 1, 1897-1913 (65 films + inclus le documentaire Le Jardin Oublié de Marquise Lepage) (Gaumont)
- 2013: Looking for Alice - Portrait de la première femme française partie aux Etats-Unis pour devenir cinéaste de Claudia Collao (RDM Édition)
- 2018: Les pionnières du cinéma (9 films, inclus un livret de 28 pages) (Lobster Films)
- 2019: Alice Guy-Blanché (9 films) (Lobster Films)
- 2020: Alice Guy-Blaché Vol. 1: The Gaumont years (Kino classics)
- 2020: Alice Guy Blaché Vol. 2: The Solax years (18 films + inclus un livret rédigé par Kim Tomadjoglou) (Kino classics)

### Produttrice (lista parziale)
- Dublin Dan, regia di Edward Warren e, non accreditato, Herbert Blaché (1912)
- The Shooting of Dan McGrew, regia di Herbert Blaché (1915)
- Barbara Frietchie, regia di Herbert Blaché (1915)